# Parafia św. Stanisława w Wiszniowie
Parafia św. Stanisława w Wiszniowie – parafia rzymskokatolicka znajdująca się w dekanacie Łaszczów, w diecezji zamojsko-lubaczowskiej. Do parafii należy 699 parafian.
Do parafii należą wierni z następujących miejscowości: Korczunek, Radostów, Wasylów, Wereszyn i Wiszniów.

## Historia
W 1919 roku Kuria Diecezjalna Lubelska upoważniła administratora parafii Gródek do poświęcenia cerkwi w Wiszniowie. Parafia została erygowana 5 lipca 1922 roku przez biskupa Mariana Fulmana w miejscu dawnej cerkwi pw. Ścięcia Głowy św. Jana Chrzciciela. W 1922 roku przebudowano świątynię pozbawiając ją cech charakterystycznych dla kościołów obrządku wschodniego. Pierwotnie należała do dekanatu tyszowieckiego.

## Lista administratorów i proboszczów

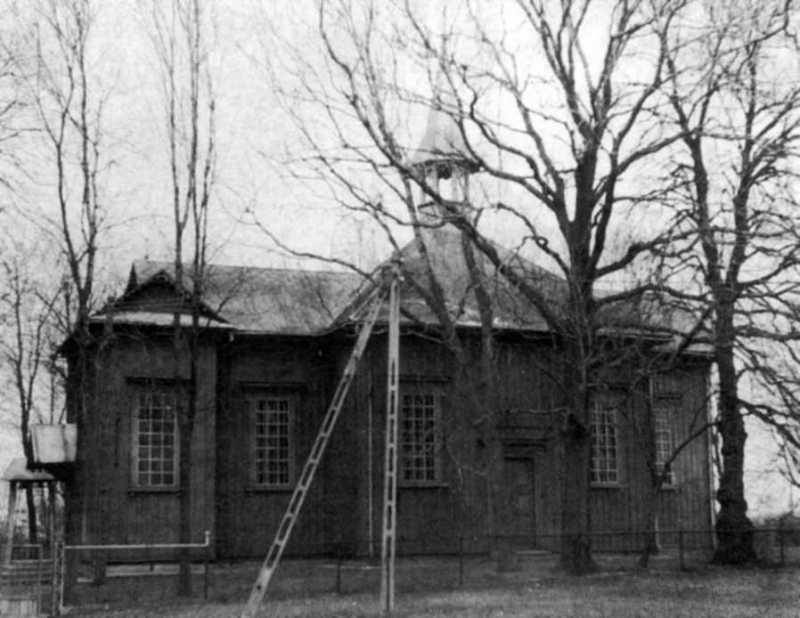
Kościół w latach 80. XX wieku

- ks. Marcin Płaza[3]
- ks. Edmund Dzięcielewski[4]
- ks. Franciszek Ściegienny[5]
- ks. Stanisław Mamczarz
- ks. Antoni Peret
- ks. Paweł Stanicki
- ks. Eugeniusz Wiśniewski
- ks. Mieczysław Gac
- ks. Andrzej Pikula
- ks. Michał Słotwiński
- ks. Bogdan Bejgier
- ks. Robert Czwartkowski[6]